# Pennisetum petiolare
Pennisetum petiolare là một loài thực vật có hoa trong họ Hòa thảo. Loài này được (Hochst.) Chiov. mô tả khoa học đầu tiên năm 1908.